# NGC 4182
NGC 4182 est peut-être une étoile située dans la constellation de la Vierge ou la galaxie NGC 4180. Les bases de données NASA/IPAC et HyperLeda(en) « NGC 4182 sur HyperLeda » (consulté le 20 mai 2020) identifie NGC 4182 à NGC 4180, alors que Wolfgang Steinicke indique qu'il s'agit d'une étoile. Il n'y a pas à ce jour d'informations sur la nature de NGC 4182 sur le site du professeur Seligman
L'astronome américain Christian Peters a enregistré la position de cette étoile ou de la galaxie NGC 4180 en 1881.